# Tomášovce (Rimavská Sobota)
|  | No s'ha de confondre amb Tomášovce (Lučenec). |

Tomášovce és un poble i municipi d'Eslovàquia. Es troba a la regió de Banská Bystrica.

## Història
La primera menció escrita de la vila es remunta al 1405.

## Demografia
| Godina             | 1994 | 2004   | 2014   | 2024    |
| ------------------ | ---- | ------ | ------ | ------- |
| Nombre de persones | 221  | 199    | 204    | 248     |
| Diferència         |      | −9,95% | +2,51% | +21,56% |

| Godina             | 2023 | 2024    |
| ------------------ | ---- | ------- |
| Nombre de persones | 221  | 248     |
| Diferència         |      | +12,21% |